# Barnjournalen
Barnjournalen var ett TV-program som under två decennier presenterade veckans nyheter för barn. Det sändes på TV1 från den 3 augusti 1972 till 1991. Programmet hade de första åren undertiteln Aktuellt magasin för flickor och pojkar.
Programmet leddes av Bengt Fahlström (1972–1988) och Pelle Thörnberg (1990–1991). Andres Küng var utrikeskommentator i Barnjournalen 1972–1982.
Den inledande signaturen, "daadididit didaadaadaa" betyder "BJ" på morsealfabetet, en travesti på Sveriges Radios "dididit didaadit" (SR). Fahlström brukade inleda programmet med orden "Hej barn och gamla".

## Tidigare deltagare
- Jonas Eriksson (fotbollsdomare)